# Emilio José Viqueira Moure
Emilio José Viqueira Moure (Sant Jaume de Compostel·la, 20 de setembre de 1974) és un futbolista gallec. Juga de migcampista i el seu club actual és el CD Xerez de la Segona Divisió d'Espanya.

## Trajectòria
Es va formar en les categories inferiors del Deportivo de La Corunya, i va pujar al primer equip als últims moments del mític "Superdepor", però no va poder-se fer un lloc, amb la qual cosa va haver de buscar-se la vida a Segona Divisió, i a la lliga portuguesa amb el Campomaiorense.
Arriba al Xerez CD, club amb el qual va ascendir a Segona Divisió en la temporada 2000/01 sent dels jugadors més destacats. La temporada 2001/02 amb Schuster a la banqueta xeresana no va tenir massa oportunitats de jugar, pel que es marxa en la 2002/03 al Recreativo de Huelva. Ja l'any següent, la temporada 2003/04 i a la 2004/05 el jugador contínua en el Recre, sent un fix de la titularitat, a més d'un nou ídol de l'afició, especialment pels seus llançaments de faltes.
La temporada 2005/06, altra gran temporada per al degà, acaba en un ascens a Primera Divisió, en primera posició i amb un equip ben format. A més hi ha experiència adquirida ja, la junta directiva i la presidència és la mateixa i comencen a portar-se a terme fitxatges i renovacions amb bastant serietat.
La temporada 2006/07 Viqueira és un dels pilars del Recreativo de Huelva revelació del campionat. Finalment acaba la temporada (i el seu contracte) i formalitza el seu traspàs pel Llevant UE. La mala situació econòmica i esportiva del club el duu a buscar una sortida en el mercat d'hivern i retorna com cedit a Xerez.
En la 2008/09 va fitxar en propietat pel Xerez CD, que actualment lluita per ascendir a la màxima categoria.

## Internacional
Jugador de la selecció gallega de futbol des de 2005.